# Laura Dean Keeps Breaking Up with Me
Laura Dean Keeps Breaking Up with Me — графический роман 2019 года, написанный Марикой Тамаки. Иллюстратором выступила Розмари Валеро-О’Коннелл.

## Синопсис
Действие происходит в Беркли (Калифорния). Фредерика Райли, или просто Фредди, — 17-летняя лесбиянка смешанного восточноазиатского и белого происхождения — постоянно расстаётся и сходится со своей девушкой Лорой Дин.

## Создание
В апреле 2016 года Марико Тамаки и Розмари Валеро-О’Коннелл объявили о совместной работе над романом. Это было их первое сотрудничество. Валеро-О’Коннелл сообщила Los Angeles Times, что в декабре прошлого года редактор First Second Калиста Брилл отправила ей электронное письмо с вопросом, заинтересована ли она в том, чтобы попробовать себя в роли художника для следующей книги Тамаки, на что Розмари согласилась. Будучи подростком, Валеро-О’Коннелл вдохновлялась работами Тамаки.
Обложка книги была опубликована в сентябре 2018 года.

## Реакция
За первый месяц было продано предположительно 716 копий романа, что ставит его на 125 позицию в Северной Америке.
Роман получил признание критиков. Журналисты хвалили сценарий Тамаки, а персонажей и диалоги называли реалистичными и естественными. Работа художницы Валеро О’Коннелл также получила похвалу.
Laura Dean Keeps Breaking Up with Me был номинирован и выиграл несколько престижных наград, включая премию Харви и премию Айснера. Также он был включён в разные списки, содержащие лучшие романы года.